# Papuogryllacris diluta
Papuogryllacris diluta är en insektsart som beskrevs av Griffini 1909. Papuogryllacris diluta ingår i släktet Papuogryllacris och familjen Gryllacrididae.

## Underarter
Arten delas in i följande underarter:
- P. d. signata
- P. d. huoniana
- P. d. fuscicollis
- P. d. diluta